# 존 로더릭 맥아더
존 로더릭 맥아더(영어: John Roderick MacArthur)는 시카고 태생의 미국 사업가, 자선가이다.
1920년 12월 21일 존 도널드 맥아더와 루이스 잉걸스(Louise Ingalls) 부부 사이에서 태어났다.
수집품을 판매하는 브래드퍼드 익스체인지(Bradford Exchange)를 설립하여 막대한 부를 모았다.

## 가족
1947년 파리에서 크리스티안 앙탕다르(Christiane L'Entendart)와 결혼하여 2남1녀를 두었다. 존 릭 맥아더는 하퍼스 매거진의 회장이자 발행인이 되었다.

## 자선 활동
아버지가 췌장암으로 죽기 전에 화해해서 맥아더 재단의 경영에 참여하였다.
그리고 거래소를 만들어서 번 돈을 이용해서 J. Roderick MacArthur Foundation을 설립하였고 이 재단은 미국의 여러 로스쿨과 제휴해서 공익법률센터를 설립하였다.
하퍼스 매거진의 경영에 위험이 생기자 하퍼스 매거진 재단을 설립하여 하퍼스 매거진을 인수하였다. 아들인 존 릭 맥아더가 회장 겸 발행인이 되었다.